# Tunakohoia Waterfall
Der Tunakohoia Waterfall ist ein Wasserfall im Gebiet der Kleinstadt Te Aroha in der Region Waikato auf der Nordinsel Neuseelands. Er liegt im Lauf des Tunakohoia Stream am Westrand der Kaimai Range. Seine Fallhöhe beträgt rund 25 Meter.
Vom Besucherparkplatz an der Tui Road führt ein Wanderweg in rund 35 Gehminuten zum Wasserfall.